# Delaware County, New York
Delaware County är ett administrativt område i delstaten New York, USA, med 47 980 invånare. Den administrativa huvudorten (county seat) är Delhi.

## Geografi
Enligt United States Census Bureau så har countyt en total area på 3 802 km². 3 745 km² av den arean är land och 56 km² är vatten. 

### Angränsande countyn
- Otsego County, New York - nord
- Schoharie County, New York - nordost
- Greene County, New York - öst
- Ulster County, New York - sydost
- Sullivan County, New York - syd
- Wayne County, Pennsylvania - sydväst
- Broome County, New York - väst
- Chenango County, New York - nordväst